# 石田三成
石田三成（日语：／ Ishida Mitsunari，1560年1月22日—1600年11月6日）是日本戰國時代和安土桃山時代的武將及大名，幼名佐吉，初名三也。父親是石田正繼，正室是宇多賴忠的女兒皎月院。近江坂田郡石田村人（今滋賀縣長濱市石田町），為豐臣政權的五奉行之一。近江佐和山城的城主。
主君豐臣秀吉死後，與時任五大老的德川家康對立激化，兩方決裂成東西軍引發關原之戰，戰敗後被送往京都六條河原處刑。

## 生涯經歷

### 秀吉麾下
永禄三年（1560年）生於近江國坂田郡石田村（現滋賀縣長濱市石田町）。幼名佐吉，是家中次子。石田氏是當地土豪 (日本)，父親正繼作為地侍，與淺井家相同為京極氏的被官。
後世《三獻茶》創作故事中，三成最初是近江國某寺院打雜的僧侶。天正二年（1574年），父兄成爲長濱城城代羽柴秀吉的與力家臣。根據其子記載，1577年首次以小姓身份前往御着城（姬路城）從軍，跟隨秀吉攻略中國地方，參與了備中高松城之戰。
天正十年（1582年）6月，天下人信長與織田家家督信忠死于本能寺之變，羽柴秀吉掌握實權，三成作爲秀吉心腹逐漸嶄露頭角。天正十一年（1583年），在山崎之戰中表現活躍。在賤岳之戰擔當先鋒，監視柴田勝家的行動取得功績。天正十二年（1584年）參加了小牧長久手之戰。同年擔任近江國蒲生郡的檢地奉行。

### 丰臣政權時期

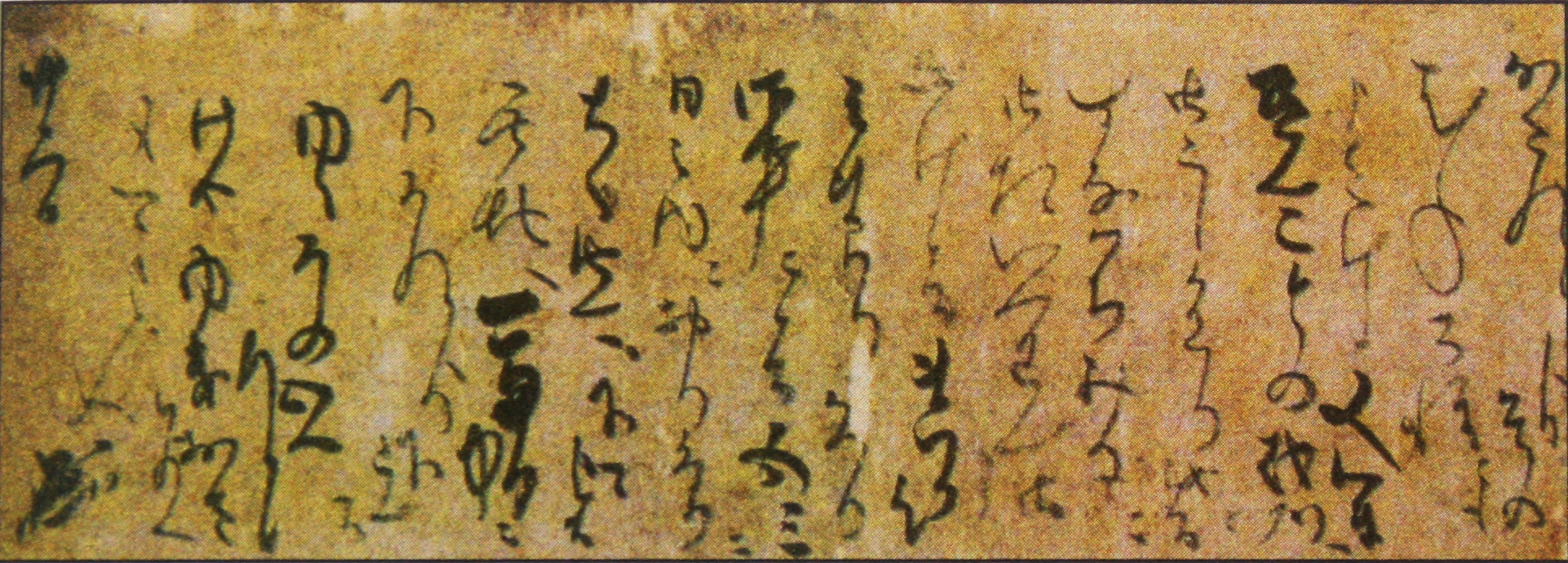
石田三成在朝鲜之役时写给丰臣秀吉的一封信，其中对包括小早川秀秋在内的武将在战场上轻举妄动予以谴责。

天正十三年（1585年）7月11日，秀吉就任關白，三成也官拜從五位下治部少輔。同年末，被封為水口城四萬石的城主，但實際上水口城自天正13年7月被封與中村一氏，天正18年（1590年）又轉封增田長盛，文禄四年（1595年）再被長束正家繼承，因此三成並沒有真正領有過該城。
天正十四年（1586年）1月、以幾乎是自己年俸一半（1萬5000石）的代價延請到原筒井順慶的家臣島左近。。秀吉也為之愕然，爲敦促島左近忠於石田，秀吉將自己的菊桐紋外套賜予島左近。同年石田成功斡旋越後國的上杉景勝上洛臣服秀吉。秀吉任命三成為堺奉行，三成施展行政手腕把堺建設成給養補充基地。
天正十五年（1587年），平定九州之戰中成功地勸降了九州薩摩島津氏。此役水軍是決定勝負的關鍵，三成在後勤方面的出色表現是取得勝利主要原因之一。
九州平定後，被任命為博多奉行主掌九州的戰後重建。天正十六年（1588年）斡旋薩摩國島津義久進京謁見秀吉。
天正十七年（1589年），擔任美濃國檢地。
天正十八年（1590年）秀吉討伐關東相模北條氏，石田三成率領二萬五千大軍圍攻了北條家的武藏國忍城，當時部隊中有佐竹義宣、真田昌幸、大谷吉繼等名將，近年出土的書信顯示當時石田三成駁斥以水攻攻略忍城（秀吉攻略高松城的方法），但秀吉仍下令引荒川之水展開水攻。後北条氏各地的支城和本城小田原城相繼陷落，忍城的戰鬥一直持續到7月上旬。由於豪雨造成決堤，無功而返。當時留下的遺跡石田堤至今尚存。同年秀吉奧州仕置，三成擔任檢地奉行，功績大幅提升。亦擔任津輕為信與秀吉之間的仲介，而為信對三成心存感激，日後命長子保護三成次子與迎三成三女作為其三子之妻，以及让三成外孙成为儿子继承人作為報恩。
文禄元年（1592年）出征朝鮮之役和增田長盛、大谷吉繼一起駐守漢城擔任日軍縂奉行。文禄二年（1593年），參加了碧蹄館之戰和幸州山城之戰。之後護送明朝的講和使者謝用梓和徐一貫回到肥前名護屋，積極參與同明朝的停戰交涉。三成代秀吉發佈指令，同時推進和談的舉動招致豐臣家中武斷派福島正則等人的仇視，种下關原之戰的敗因。
文禄三年（1594年），被任命為島津氏和佐竹氏的領國奉行，進行檢地。
文禄四年（1595年），奉秀吉之命，審問丰臣秀次的謀反事件（秀次事件其實是秀吉為將關白及豐臣政權家督職位傳給自己的親生兒子丰臣秀賴而挑起，丰臣秀次最終切腹）。秀次死後，其領地内近江7万石劃歸三成。同年三成獲得了近江佐和山十九萬石四千石的封地。（世人所說石田三成手上有兩件至寶，一個是佐和山城，一個就是島左近）。
慶長元年（1596年），接待了明朝講和的使者。同年被任命為京都奉行。奉秀吉之命鎮壓天主教。三成陽奉陰違盡量放過天主教徒，同時進言秀吉不要妄殺天主教信徒。
慶長二年（1597年），慶長之役中在日本国内擔任後方支援。慶長三年（1598年），秀吉打算將小早川秀秋的領地筑後國，筑前國下賜三成，被三成婉拒。筑後，筑前被划為藏入地，三成被任命為名島城代官。原本預訂慶長四年（1599年）和福島正則，増田長盛一起再次出征朝鮮。然而隨著慶長三年（1598年）8月秀吉去世計劃取消，代而進行安排遠征軍歸國的工作。

### 秀吉死後
作為豐臣秀吉一手提拔起來的親信嶄露頭角，在內政和軍需方面發揮了卓越的領導才能，但是由於在戰爭上戰績不高而被同為豐臣家的武斷派武將所輕視，又因豐臣家內部文治派與武斷派賞罰問題標準不一，使得兩派之間關係處的不是很好，其中又以三成與福島正則、加藤清正之間關係最為惡劣，所以在秀吉逝世後武斷派開始加強監視。
秀吉死後，丰臣家由豐臣秀賴繼承，但是擁有關東250万石的大老德川家康勢力不斷壯大有取而代之之勢。慶長三年（1598年）8月19日三成組織了一次暗殺家康的行動。家康為奪取覇權，拉攏與三成對立的福島正則，加藤清正，黑田長政等人並私自聯姻。慶長四年（1599年）1月，三成以家康以沒有許可聯姻爲由，在前田利家的支持下向家康興師問罪。家康無奈被迫於2月2日跟三成立下和約。
然而閏3月3日唯一能和家康相抗衡的大老前田利家病逝。慶長四年（1599年），在大阪受到加藤清正、福島正則、黑田長政、細川忠興、池田輝政、加藤嘉明（也有可能是蜂須賀家政）、淺野幸長等七將的襲擊，後來受到佐竹義宣的支援才得以脫逃。上述七將圍困住三成躲藏的伏見城，在家康的仲介下，以三成隱退為條件，七將方才退兵。3月10日家康派次子結城秀康伴送三成返回領地佐和山城。這次事件中家康保護了與自己為敵的三成成爲一段佳話，但是這個故事在江戶時期的資料中並無出現，直至明治以後『日本戰史·關原役』才有出現，不得不令人懷疑其是否可信。
前田利家死後，三成蟄居，家康處於獨步天下的狀態，同利家、三成定下的合約如同一紙白書，私下通婚和分配領地的行動重新進行。

### 關原
慶長五年（1600年），三成乘德川家康出兵會津討伐上杉景勝之機，聯合對家康不滿的宇喜多秀家、毛利輝元、小西行長等諸大名結成西軍（反德川軍），並推舉毛利輝元為總大將。高舉反旗與勢力抬頭的德川家康及豐臣武斷派大名等東軍在關原對決。值得一提的是三成力邀好友大谷吉繼助拳，大谷雖然明知和家康正面衝突無異于以卵擊石，但在勸説三成失敗後，明知毫無勝算依然加入西軍，此舉令家康也跌破眼鏡（大谷和家康也有很好的交情）。
7月12日，三成命令兄長正澄於近江國愛知川設置哨卡阻止家康討伐會津的殿后部隊鍋島勝茂、前田茂勝和家康的本隊會合，逼迫他們加入西軍。7月13日，三成將東軍大名的妻子和子女作爲人質關押在大阪城内。然而加藤清正的妻子等人逃脫，細川忠興的妻子放火自焚，三成的人質作戰宣告失敗。
7月17日，西軍總大将毛利輝元入大阪城，同日前田玄以、增田長盛與長束正家等三奉行連名列舉了家康的13條罪状，並公佈了彈劾狀。7月18日，西軍進攻由家康重臣鳥居元忠把守的伏見城（詳見伏見城之戰）。伏見城十分堅固，守軍負隅頑抗。三成發現守門的是甲賀衆，於是和長束正家將甲賀衆家屬抓為人質相要挾。8月1日，甲賀衆打開城門，伏見城於是陷落。8月2日，三成向各全國大名公佈了伏見城陷于己手的消息（伏見城是豐臣秀吉的居城，扼守京都南方要衝，豐臣秀吉生前在此發號施令，大名們在此都有自己的宅第，是當時實質上的權力中心，因此公佈伏見城被佔領的消息可以極大打擊對手的心理）。
8月，家康以超過預想的速度平定了伊勢國轉而西上打亂了三成的部署。14日晚間，三成放棄固守大垣城在美濃阻止家康的計劃擺開在關原野戰的架勢。9月15日，決定天下的關原之戰終於開戰。起先局勢對西軍有利，三成本隊有6900人，多次抵抗住細川忠興、黑田長政、加藤嘉明、田中吉政數倍於己的兵力衝擊。島左近、蒲生賴鄉及前野忠康等人利用高處的有利地形給東軍沉重的打擊。然而西軍普遍士氣低落，隨著時間的推移戰局開始不利，最終由於小早川秀秋和脇坂安治的臨陣倒戈，使得西軍崩潰，三成從戰場往伊吹山方向逃走。
三成起先越過伊吹山東面的相川山到達春日村，然後通過新穗峠繞道姉川，經曲谷，七回峠到草野谷。然後從小谷山谷口沿高時川溯流而上逃到古橋。9月21日，被家康手下的田中吉政捕獲。
9月18日，東軍攻陷佐和山城，三成父正繼，兄正澄等人在亂戰中被殺。
9月22日，三成被押送到大津城在城門口示衆，在此家康與之會面。9月27日，被押解至大坂。9月28日同小西行長和安国寺惠瓊三人在大坂與堺示衆。9月29日，押解至京都，由京都所司代奥平信昌看管。
10月1日，三成被處斬於六条河原，得年41歲。首級被送往三條河原展示，最後由生前好友春屋宗園、澤庵宗彭領取安葬。
法名「江東院正岫因公大禪定門」，墓所於京都大德寺的三玄院。

### 辞世之句
- 1.筑摩江畔蘆盪裡，點點篝火勢漸微，我身已成灰。（筑摩江や　芦間に灯す　かがり火と　ともに消えゆく　我が身なりけり）-表現出三成淒然無奈之心情
- 2.吾身就如筑摩江蘆間點點燈火，隨之消逝而去（解釋：在死罪執行前，因為胃部不適而拒吃旁人給予的柿子。雖然看似那股打倒德川的熱情還未消散，但辭世之句卻帶有放棄之意）

## 敵視原因
關原之戰東軍除了德川家康及其家臣外，還有許多原是豐臣秀吉的家臣（如福島正則）。原因是因為厭惡石田三成而參加東軍，絕大多數的原因分為以下幾種：
1. 石田三成的對人態度
石田三成對人態度是很兩極化的，如在万历朝鲜战争中，三成目睹加藤清正與福島正則虐殺手無縛雞之力的朝鮮人的畫面，原本就與該兩人處的不是很好，經過此事件更是雪上加霜。
2. 豐臣秀吉對朝鮮的征伐態度
自豐臣秀吉發現朝鮮國王並無臣服意願時，渡海助陣的意願便降低許多，但秀吉表面上仍表明說他要去，可是到最後幾乎都還是沒去，而在朝鮮的部隊依舊在奮戰，此情況重演了好幾遍，自然而然前線許多部隊就誤以為這是豐臣秀吉委任在朝鮮指揮的石田三成、寺澤廣高等奉行的意思（即為不讓秀吉來朝鮮，因為總大將參戰與否會影響到整個軍團士氣），因而成為許多武將的敵視對象。
3. 朝鮮之役的賞罰問題
石田三成是由武將在戰場上的表現來決定獎賞（秀吉委任奉行至朝鮮監督），可是因為之前豐臣秀吉渡海問題已造成多名武將敵視，便有些人對三成給自己的獎賞感到不滿，也有立下戰功但不從軍令而被三成扣賞的人（如小早川秀秋），也同樣敵視三成。
4. 捲入豐臣政權的家務事
由于石田三成负责调查豐臣政權家督丰臣秀次的罪行，调查中牵连了一些权势大名家，如浅野长政、细川忠兴、最上氏、伊达氏、黑田氏和小早川氏。小早川秀秋更是因为秀次事件受到牵连而被没收丹波龟山十万石领地。除此之外，有人認為是三成與豐臣秀吉聯手為了豐臣秀賴的未來鋪路而找理由處理掉秀次（事實上三成一直在找證據幫秀次脫困），導致關原時期三成對秀秋開出戰勝家康可在秀賴成人前當關白的條件時，讓秀秋擔心當上關白總有一天也會被三成處理掉的陰影，再加上朝鮮事件，秀秋在關原之戰會背叛到東軍的理由就很充分。

## 軼聞

三成的大一大万大吉紋。文字排列方式有幾種，這是最常見的一種

- 大一大大吉（だいいちだいまんだいきち）或者大吉大一大万是三成的標記。意思是「万衆為一人，一人為万衆，則天下太平也」。
  - 鐮倉時代的石田為久（日语：石田為久）和備後山内氏都使用過這個花紋。石田家還使用九曜紋和桔梗紋。
- 秀吉在近江国伊吹山打獵的時候在米原觀音寺小憩喝茶，當時三成是寺裏出家的小沙彌。三成第一次獻上一大碗溫茶，接著用一個小點的碗獻上一碗稍微熱些的茶，最後用小茶碗獻上熱茶。讓秀吉先用溫茶解渴，然後慢慢品味熱茶。秀吉被三成若小年紀便有這般智慧折服，於是招募其成爲自己的家臣。這便是有名的「三献茶」[4]。（這個故事是江戶時代才出現因此有認爲是後世創作。）
- 大谷吉繼是三成好友。大谷吉繼身患麻風，在秀吉的茶会上，衆大名互相傳遞茶碗飲茶，大谷吉繼臉上的流膿滴入茶碗，別的大名感到噁心都不飲大谷拿過的茶碗，只有三成毫不介懷地將茶一飲而盡，大谷感激三成的友情，明知取勝無望，並在家康重賞的引誘下仍然加入三成的西軍，最後兵敗切腹。
- 秀吉命人在伏見城挖井的時，由於丘陵地形，苦苦無法挖通水脈。三成把錢串扔進井裏約定誰能挖通水脈錢就歸誰。結果掘伕士氣大增沒多久水井就挖成功了[5]。
- 三成檢地有功，秀吉打算將九州33万石領地賜予三成，但是三成認爲自己如果成了九州的大名就無法處理大阪的事務爲由而拒絕。
- 三成說過「奉公人は主君より授かる物を遣いきって残すべからず。残すは盗なり。遣い過ぎて借銭するは愚人なり」（臣子如果把君主賜給的錢財用剩下的話就是盜竊，用過頭的話就是傻瓜）。
  - 關原之戰後小早川秀秋、脇坂安治攻下三成的居城佐和山城。本以爲三成這樣19万石身價的大名又受到秀吉的恩寵必然有很多寶物，但是城內除了一些盆栽幾乎可用家徒四壁來形容，可見三成的生活十分簡樸[6]。
- 在九州建設名護屋城的工程中三成準備建材，加藤清正監督施工，兩人合力短期内就建造了可容納十多万人的設施。因此兩人關係破裂可能由同明朝的講和問題而起。
- 前田利家死後，加藤清正、福島正則等人對三成的襲擊事件中，家康次子結城秀康奉家康之命保護三成回居城佐和山城。三成爲了表示感謝將一柄「無銘正宗」贈送給結城秀康。秀康將其命名為「石田正宗｣加以收藏。這柄「正宗」傳説是秀吉賜予三成，享保年間出版的『刀劍名物帳』指出這把正宗本來屬於毛利輝元，宇喜多秀家購得后贈與三成。
- 關原之戰後逃走的三成，藏身與自己領地近江国的古橋村。起初想匿身于三珠院，住持善説問三成「有何願望？」，三成答道「欲取家康首級」。善説大恐隨不敢收留。其後委託一名叫与次郎太夫的當地百姓，令其將三成藏于山中岩洞。与次郎此時怕德川軍連罪追究親戚責任而和妻子離婚。德川軍擔任搜索的田中吉政發出告示，獻出三成可永免賦稅，藏匿的話一經查出全村處死。三成怕連累鄉民讓与次郎向德川軍報告了自己的所在。
  - 傳説古橋村發生飢荒的時候三成開倉放糧，与次郎感激其恩德所以藏匿了三成。
  - 還有一説是古橋村民藏匿了三成，由於与次郎太夫隣村出身的養子告密，三成被捕。此後古橋村就再也不收外村的養子。
- 處刑前家康向三成、小西行長及安国寺惠瓊三人各賜一件小袖，三成問「這小袖是誰送的」，周圍的人說是「江戶的主公（家康）」，三成說「我的主公是秀賴公，什麽時候變成家康了」而拒絕接受[7]。
- 處刑前家康同三成會面之際，三成說「如此大敗古今常有，並無絲毫羞恥之念（このように戦に敗れることは、古今良くあることで少しも恥では無い）」。家康感嘆「三成到底是大將。與平宗盛之流不可同日而語（三成はさすがに大将の道を知るものだ。平宗盛などとは大いに異なる）」[8]。
  - 處刑前，三成口渴請衛兵給水喝，衛兵欲給他柿子替代，卻被一口回絕：「吃柿子會生痰，對身體不好。」旁人嘲笑道：「你都死到臨頭，何必養生？」三成反駁：「欲成大事者，不到最後一刻，絕不放棄。」[9]。
- 某年10月，毛利輝元向秀吉献上蜜桃。三成叫來毛利家的重臣說「送來時令之外的水果固然十分珍貴。然而主公（秀吉）如果吃了有什麽不測，那樣對毛利家就十分不利了」。思維縝密的人會覺得像三成這樣的人材，在武將如林的丰臣家更容易得到信任，但是多數人會覺得三成在秀吉的權力庇護下獨斷專行[10]。
- 三成在大津城示衆之時，福島正則指着三成笑道「治部，你未看清時局就起兵。有沒有感到羞愧（治部。おのれは分際も弁えず無用の乱を起こしおって。恥を知れ）」。三成冷靜地回答「我所缺的不過是武運和沒看清懷有二心的人，如果不是這樣今天被示衆的應該是你。你的所作所爲我會在死後向太閤殿下（秀吉）報告（わしになかったのは武運と二心を抱く者を見抜く目だ。それさえあれば、今この場にお主を曝していただろう。お主の所業、あの世で太閤殿下（秀吉）にしかとお伝えする）」[11]。
- 關原之戰前，三成同增田長盛商量起兵。三成想召集浪人增強兵力，長盛說時機尚未成熟。於是三成苦笑道太閤殿下生前打算給您和我各100万石的領地，而我們推辭掉了。現在想起來當時接受了這些領地何愁兵力不夠啊[12]。
- 三成的心腹島左近和德川家重臣柳生宗矩是好友，家康派柳生説服島左近。島左近笑道「大人（三成）是優柔寡斷之人因此經常招致失敗。如果大人投靠德川大人，固然能安穩地活下去，然而必須低頭迎奉諸大名，這是大人所不願的。請恕我不能背叛大人」。三成家臣樫原彦右衛門後來從宗矩這裡聽到此話后感嘆「明智光秀和松永久秀是天下無双的叛逆之人，沒有顧慮說反就反。三成在這方面和他們是無法相比啊」[8]。
- 大谷吉繼對三成說「你有才智之長而略缺戰勇。沒有一夫當關衝鋒陷陣的拼命精神」，「大名和百姓都在傳説你的高傲，所以人望過於欠缺。縂率之人人望不可欠缺。如果你當統帥丰臣家原本的家臣都會投靠家康。」因此建議總大將由安藝国中納言毛利輝元擔當，副大將由備前国宰相宇喜多秀家擔當。[8]。
- 三成在關原之戰一役失敗後，被田中吉政所捕，交由德川家康處置。家康命令本多正純看管三成，看管中，正純質問三成：「如果閣下是個忠臣，怎不乾脆切腹自盡呢？」三成回答：「身懷大志者，不到最後一刻，是不會放棄貫徹自己信念的。這點，閣下是不會懂的。」
- 被認為做人做事極有原則，但也因此非常堅持己見不願變通，不圓融的個性也讓三成朋友不多，日後的西軍支持者多半只是出兵形式上助威而非真正投入戰場。人際關係非常極端，喜歡三成的願意以死相陪，討厭的都到了非致其於死地不可的地步。

### 三成與淀殿、高台院之間的關係
三成和淀殿同為近江出身，一般認爲三成對淀殿懷有崇敬的心情。
然而當地世代土豪的三成家世代為京極氏家臣，雖然淺井氏保護過京極氏，但是基本同下克上的淺井氏應該是仇人關係。因此對三成而言，淀殿也就是仇人的女兒。
有野史認爲豐臣秀賴是三成和淀殿私通所生（例如『萩藩閥閲録』，也有説是大野治長的私生子），現在認爲是德川幕府爲了誹謗三成和淀殿所捏造出來的。秀賴生於文禄2年8月3日（1593年8月29日），三成在文禄元年6月奔赴朝鮮戰場途中不可能返回。
根据白川亨推考，三成和秀吉正室高台院關係密切，反而可能對依靠兒子秀賴介入政治的淀殿感到厭惡，證據有如下三条：
- 三成的三女辰姫是高台院的養女（杉山家由緒書，岡家由緒書）。
- 高台院親信孝藏主（日语：孝蔵主）是三成遠親，關原之戰爲了西軍前往大津城交涉。
- 淀殿周圍無人加入三成的西軍。

### 肖像
三成的肖像有3、4种之多。明治40年（1907年）東京帝國大學的渡邊世佑調查了三玄院内三成的墓，並委託京都帝国大学解剖學教授足立文太郎挖掘出遺骨。遺骨證明是一位小個子男性，頭型為木槌型，反齒，死于41歲。昭和51年（1976年）受三成後人攝影家石田多加幸的委託，東京科學警察研究所的主任技術官長安周一複製了頭部的石膏像。昭和55年（1980年）3月画家前田幹雄在關西醫科大學石田哲郎的指導下繪製了肖像，這幅肖像現在保存在大阪城的天守閣内。根據推算，三成的身高為156cm。

## 歷史評價
幕府創府不久，德川光國曾經高度評價他，認為他是忠臣。江戶時代中期，學者為免得罪德川幕府，把他描寫成暗中推翻豐臣氏政權的人。並以豐臣政權家督豐臣秀次處死事件和毒害蒲生氏鄉作為例子，而且在關原之戰中，把他寫成親近淀殿的一方（事實是親近高台院的一方）。而且寫成戰下手（不懂戰爭的人）、小人、奸臣。直到1950年代，找到了由秀次家臣前野長康後人編集的《武功夜話》，則與江戶時代所描寫的大有不同，也因此到現代仍有兩派人馬，一派認為是奸臣、另一派則認為是忠臣。
- 三成是五奉行之首，毛利、上杉或島津這些重量級大名和秀吉會面也必須通過三成。因此三成逐漸產生傲慢的心理[14]。所以歷史學家普遍認爲三成人望不高。
- 三成在各地檢地，展現了過人的行政能力，被認爲是丰臣家最出色的官僚。[15]
- 當時部分大名對三成的評價如下。
  - 「三成在當時的重臣之中無人可及。須十分小心（切勿招惹）」（かの仁、当時、肝心の人にて、なかなか申すに及ばず。大かた心得にて候（大いに気を使う），毛利輝元）
  - 「江州佐和山城城主石田治部少輔乃太閤公（秀吉）的左膀右臂，他的權勢無人可與之比肩」（江州佐和山の城主・石田治部少輔、太閤公の股肱の臣として、その勢威、比肩の人なし，島津義弘）
  - 「治少（治部少輔）是奉行的首座。（你）只要稍微有所拂逆他，馬上就會對你不利（木食応其）」（治少（治部少輔）、御奉行のその随一なる顔にて候つる。少しもそむけ候えば、たちまち身のさわりをなす仁にて候），不過上述發言是他在關原戰後面對德川方詰問他此前與三成過從甚密時的辯白，立場有須斟酌之處。

由此可見三成在秀吉時代權勢極大，並擔任了秀吉晚年諸多不得人心政策的執行者，再加上其不懂通融極易樹敵的個性，結果導致了關原之戰時三成方的號召力低落，這也是西軍最後落敗的重要原因之一。
江戶時代三成都是作爲惡人的形象出現。明治時期也被看作是奸臣，主要罪狀有誣陷秀次，違背秀吉遺言爲了奪取天下和家康為敵。直到明治40年三成的墓發掘之後渡邊世祐和三上参次協力寫了『稿本石田三成』才得到再評價的契機。

### 正面肯定的說法
- 三成建立了五人組制度。延續到江戶時代也是農政管理的基本制度。
- 豐臣秀吉短期内統一天下，三成有力的後勤支援功不可沒。文禄之役中避免戰綫拉得太長説服衆將把兵力集結在漢城是取得碧蹄館之戰戰果的基礎。
- 在領地佐和山城廣施仁政，三成死後佐和山的百姓爲其塑像加以祭祀。
- 領地古橋村發生飢荒時，三成免去年租開糧倉賑濟災民。古橋是三成母親菩提寺法華寺的所在地。
- 『桃源遺事』記載，德川光圀曾說：「我不憎惡石田三成。人有多種多樣，忠於其主君乃為義。即使是敵人爲主盡忠也不能稱爲惡。」。

### 否定的說法
- 在豊臣秀次事件中，三成曾對秀吉說「謀反的證據如山一般多」。現在普遍認爲家督豊臣秀次並無謀反之心，是三成誣陷秀次。雖然三成以個人之力要扳倒秀次並無可能，但他很可能是受到秀吉的指示，即便如此，三成对秀次之死仍須負起相當大的責任。此事使三成得到淀殿的信任，但也使他與北政所之間的關係疏遠。[16]。
- 慶長2年（1597年）小早川秀秋失敗后三成向秀吉密報。理由是三成垂涎秀秋的筑前、筑後2郡[17]。
- 根據『改正三河後風土記』，三成違背了豊臣秀吉臨終時五奉行会議中，決定暫時不向德川家康和前田利家報告死訊的決議，派密使向二人通報。一時三成似乎和家康、利家靠得很近。而平時和二人關係很好的淺野長政卻因此而被猜忌。真相大白之後導致家康、利家和淺野長政都對其不滿。
- 『蒲生盛衰記』和『續武者物語』記載三成毒殺了蒲生氏鄉，現代認爲氏郷的死因為胰腺癌。[18]。氏郷病情惡化時三成人在朝鮮，直接下毒的可能性不大。
- 傳聞說三成爲了削弱蒲生家，製造了蒲生騒動，證據是蒲生家很多家臣後來投靠三成，但現在也被認爲可信度不高。
- 關原之戰前，扣押了參加会津征伐各大名的妻子兒女當作人質，導致細川忠興的正室引火自焚。這種做法反而造成東軍諸大名義憤填膺[19]。
- 三成爲人傲慢，毛利家的『萩藩閥閲録』記録豊臣秀次就任關白的全盛時期，三成看中了毛利輝元的家臣児玉三郎右衛門的貞宗脇差，於是要求輝元斡旋。輝元寫信給児玉，秀次也想得到這把脇差，輝元怕三成不高興請求秀次讓給三成[20]。
- 三成和淺野長政在大坂城以頭巾裹頭烤火取暖，家康登城巡查。長政取下頭巾行禮。而三成仍然若無其事，長政一怒將三成頭巾丟入火中（『寛元聞書』）[21]。
- 北川宣勝『北川遺書記』記載「三成不達目的誓不罷休，不聽人勸告，過於自信」[22]。

## 親族
兄弟
- 石田弥次郎
- 石田正澄
- 石田三成
- 妹（福原長堯妻）
- 妹（熊谷直盛妻）

子女
- 長子 石田重家（日语：石田重家）：父親在關原戰敗後，聽從伯父石田正澄的命令，逃往妙心寺。在住持的勸導下，家康才讓他出家，成為臨濟宗僧人，1686年逝世，享壽104歲，曾得到春日局的側近祖心尼（日语：祖心尼）傳授禪學。
- 次子 石田重成（日语：石田重成）：父親在關原戰敗後，在津輕為信的長子信建引導下，逃往津輕地方，成為了津輕氏的家臣，改名杉山源吾，據說活到1641年。
- 三女 辰姬：高台院的養女。弘前藩2代藩主津輕信枚正室，在德川家康的養女滿天姫嫁過去之後降格。兒子是3代藩主津輕信義。
- 四女 嫁給石田家臣山田氏。山田的叔母是家康側室茶阿局的親戚，石田家没落後投靠松平忠輝。
- 五女 嫁給蒲生家臣岡重政。重政觸怒藩主蒲生忠鄉之母振姬（家康三女）而切腹，其子岡吉右衛門之女阿振後為德川家光側室。

## 家臣
- 島清興（左近）
- 蒲生賴鄉
- 前野忠康（舞兵庫）
- 蒲生郷舎（日语：蒲生郷舎）
- 大音新介
- 渡邊勘兵衛（日语：渡辺勘兵衛 (石田家臣)）
- 津田清幽（日语：津田清幽）（兄・正澄的家臣）
- 山田上野介
- 山田隼人正
- 小幡信世
- 塩野清助
- 大橋掃部（日语：大橋掃部）

- 大山伯耆（日语：大山伯耆）
- 森九兵衛（日语：森九兵衛）
- 高野越中（日语：高野越中）
- 牧野成里（日语：牧野成里）
- 宇多頼忠（日语：宇多頼忠）
- 宇多頼重（日语：宇多頼重）
- 宇多頼次
- 蒲生將監（日语：安藤直重）
- 杉江勘兵衛（日语：杉江勘兵衛）
- 平塚久賀（日语：平塚久賀）
- 大場土佐（日语：大場土佐）
- 蒲生大炊助

- 小倉作左衛門
- 蒲生大膳
- 田丸中務少輔
- 北川平左衛門
- 土田桃雲齋
- 八十島助左衛門
- 島信勝（日语：島信勝）（左近長男）
- 樫原彦右衛門
- 水野次郎
- 雑賀内膳（或說和鈴木重朝是同一人物）
- 磯野行信
- 磯野行尚

## 登場作品
小說
- 醞釀巨大的企圖（文藝春秋、堺屋太一著）
- 關原（新潮社、司馬遼太郎著）
- 石田三成（成美堂出版、童門冬二（日语：童門冬二）著）
- 石田三成（学研M文庫、江宮隆之（日语：江宮隆之）著）
- 石田三成（中央公論新社、尾崎士郎（日语：尾崎士郎）著）
- 石田三成 為義而生的智將之生涯（青樹社、德永真一郎（日语：徳永真一郎）著）
- 亂世光芒 小說・石田三成（PHP研究所、嶋津義忠（日语：嶋津義忠）著）
- 實傳 石田三成（角川書店、火坂雅志（日语：火坂雅志）著）
- 悲將 石田三成（德間書店、加野厚志（日语：加野厚志）著）
- （講談社、荒山徹（日语：荒山徹）著）
- 捕縛 石田三成的無念與執念（郁朋社、加藤嶺夫著）
- 三成不可思議的種種（光文社、岩井三四二（日语：岩井三四二）著）
- 決戰！關原 石田三成篇 孤狼（講談社、葉室麟（日语：葉室麟）著）
- 石田三成的青春（Sunrise出版（日语：サンライズ出版）、松本匡代（日语：松本匡代）著）
- 治部之礎（講談社、吉川永青（日语：吉川永青）著）
- 石田三成 令家康愕然的西軍組織者（新紀元社、相川司（日语：相川司）著）

影視劇
- 獨眼龍政宗（1959年、東映、演：德大寺伸（日语：徳大寺伸））
- 敵在本能寺（1960年、松竹、演：名和宏）
- 忍者（日语：忍びの者#テレビドラマ）（1964年、NET、演：大山洋一）
- 太閤記（1965年、NHK大河劇、演：石坂浩二）
- 戰國太平記 真田幸村（1966年、TBS、演：神山繁）
- 戰國艷物語（日语：戦国艶物語#第二部・淀君編）（1969年、ABC、演：天田俊明）
- 大坂城之女（日语：大坂城の女）（1970年、KTV、演：中丸忠雄）
- 春之坂道（日语：春の坂道）（1971年、NHK大河劇、演：中村敦夫）
- 國盜物語（日语：国盗り物語 (NHK大河ドラマ)）（1973年、NHK大河劇、演：佐山泰三）
- 黃金的日子（日语：黄金の日日）（1978年、NHK大河劇、演：近藤正臣）
- 阿吟樣（1978年、東宝、演：伊藤孝雄）
- 猿飛佐助（1980年、NTV、演：鈴木慎）
- 女太閤記（1981年、NHK大河劇、演：坂上忍 → 宅麻伸（日语：宅麻伸））
- 關原（1981年、TBS、演：加藤剛）
- 女子們的大坂城（日语：女たちの大坂城）（1983年、NTV、演：高橋悦史）
- 德川家康（1983年、NHK大河劇、演：鹿賀丈史）
- 真田太平記（1985年、NHK、演：清水綋治）
- 獨眼龍政宗（1987年、NHK大河劇、演：奧田瑛二）
- 女子們的百萬石（日语：女たちの百万石）（1988年、NTV、演：矢崎滋）
- 德川家康（1988年、TBS、演：真田廣之）
- 家康最恐懼的人 真田幸村（日语：家康が最も恐れた男 真田幸村）（1998年、TX、演：西田健）
- 春日局（1989年、NHK大河劇、演：伊武雅刀）
- 本覺坊遺文 千利休（日语：本覚坊遺文 千利休）（1989年、東宝、演：岩下浩）
- 利休（日语：利休 (映画)）（1989年、松竹、演：坂東八十助（日语：坂東三津五郎 (10代目)））
- 千利休〜猶如雪間草待春來〜（日语：千利休 〜春を待つ雪間草のごとく〜）（1990年、MBS、演：山內敏男（日语：山内としお））
- 德川家康 戰國最後的勝利者（1992年、ANB、演：夏夕介）
- 德川武藝帳：柳生三代的劍（日语：徳川武芸帳 柳生三代の剣）（1993年、TX、演：真田實）
- 獨眼龍的野望 伊達政宗（1993年、ANB、演：萩原流行）
- 愛與野望的獨眼龍 伊達政宗（1995年、TBS、演：西田健）
- 豐臣秀吉 獲取天下！（日语：豊臣秀吉 天下を獲る!）（1995年、TX、演：草川祐馬）
- 秀吉（1996年、NHK大河劇、演：真田廣之）
- 影武者德川家康（日语：影武者徳川家康#テレビドラマ (1998年・テレビ朝日版)）（1998年、ANB、演：堀内正美）
- 加賀百萬石：母子的戰國歷險（日语：加賀百万石 母と子の戦国サバイバル）（1999年、NHK、演：益岡徹）
- 泰然的道頓：與秀吉爭奪女人的男人（日语：けろりの道頓 秀吉と女を争った男）（1999年、KTV、演：小澤和義（日语：小沢和義））
- 梟之城（1999年、東寶、演：花柳錦之輔（日语：花柳寿楽 (3代目)））
- 葵德川三代（2000年、NHK大河劇、演：江守徹）
- 利家與松（2002年、NHK大河劇、演：原田龍二）
- 功名十字路（2006年、NHK大河劇、演：中村橋之助（日语：中村芝翫 (8代目)））
- 戰國自衛隊・關原之戰（日语：戦国自衛隊・関ヶ原の戦い）（2006年、NTV、演：竹中直人）
- 信長之棺（日语：信長の棺#テレビドラマ）（2006年、EX、演：篠井英介）
- 德川家康與三個女子（日语：徳川家康と三人の女）（EX、演：風間徹）
- 大盗石川五右卫门（2009年、松竹、演：要潤）
- 天地人（2009年、NHK大河劇、演：小栗旬）
- 寧寧：女太閤記（2009年、TX、演：中村俊介）
- 柳生武藝帳（2010年、TX、演：木崎浩之）
- 戰國疾風傳 二人軍師（日语：戦国疾風伝 二人の軍師 秀吉に天下を獲らせた男たち）（2011年、TX、演：塩谷瞬）
- 江~公主們的戰國~（2011年、NHK大河劇、演：萩原聖人）
- 傀儡之城（日语：のぼうの城）（2012年、東寶、演：上地雄輔）
- 臥龍之天 伊達政宗：被喚為獨眼龍的男人（2013年、TBS-BS、演：上杉祥三）
- 一代茶聖千利休（日语：利休にたずねよ）（2013年、東映、演：福士誠治）
- 軍師官兵衛 （2014年、NHK大河劇、演：田中圭）
- 影武者德川家康（日语：影武者徳川家康#テレビドラマ (2014年・テレビ東京「新春ワイド時代劇」)）（2014年、TX、演：及川光博）
- 傾奇者慶次（日语：かぶき者 慶次）（2015年、NHK、演：眞島秀和）
- 真田丸（2016年、NHK大河劇、演：山本耕史）
- 石川五右衛門（2016年、TX、演：丸山智己）
- 花戰（日语：花戦さ）（2017年、東映、演：吉田榮作（日语：吉田栄作））
- 關原（2017年、東寶、演：岡田准一）
- 家康與三成的手機（日语：家康と三成のスマホ）（2023年、NHK、演：柄本時生）
- 怎麼辦家康（2023年、NHK大河劇、演：中村七之助）

舞台
- 美之生涯〜石田三成永遠的愛與義〜（2011年、寶塚宙組公演、演：大空祐飛）

遊戲
- 戰國無雙系列 & 無雙OROCHI系列（光榮、配音：竹本英史）
- 戰國BASARA系列（CAPCOM、配音：關智一）
- 決戰（光榮、配音：森功至）
- 太閤立志傳系列（光榮）
- 信長之野望系列（光榮）
- 美男戰國：穿越時空之戀（配音：山谷祥生）
- 万国觉醒（日本传说统帅）
- 在茜色世界與君詠唱
- 妖怪手錶

## 資料參考
- 戰國史記・石田三成列傳（廣成子著）
- 歷史群像系列：豪壯 秀吉軍團－忠節無比的股肱之臣 石田三成（學研、石田多加幸著）
- 關原合戰（講談社、笠谷和比古（日语：笠谷和比古）著）
- 歷史群像系列：決戰 關原－秀次・蒲生牢人吸収、三成苦心的家臣團構成（學習研究社、中井俊一郎著）
- 以義而生的一人武將 石田三成（宮帶出版社（日语：宮帯出版社）、三池純正（日语：三池純正）著）
- 別冊歷史讀本21卷35號 豐臣秀吉合戰總覧－秀吉的戰略・戰術（新人物往来社、安井久善（日语：安井久善）著）
- 石田三成（吉川弘文館、今井林太郎（日语：今井林太郎）著）
- 世界人物逸話大事典（角川書店）
- 石田三成（講談社、桑田忠親（日语：桑田忠親）著）
- 石田三成的總總（新人物往來社、安藤英男（日语：安藤英男）著）
- 石田三成「智的參謀」實像（PHP研究所、小和田哲男（日语：小和田哲男）著）
- 生於近江的智將 石田三成（Sunrise（日语：サンライズ出版）、太田浩司著）
- 三成傳説 現代殘存的石田三成足跡（Sunrise、Online三成會編）